# Imbuto di acquisto
L'imbuto di acquisto, o funnel di vendita, è un modello di marketing incentrato sul consumatore che illustra il percorso teorico del cliente verso l'acquisto di un bene o servizio.
La forma ad imbuto è dovuta alla diminuzione graduale e progressiva di utenti nel passaggio da una fase all'altra. La versione più conosciuta del funnel di acquisto è il modello AIDA che prevede queste fasi:
- Awareness - Consapevolezza: quando un potenziale cliente si rende conto che un venditore offre un prodotto, una soluzione o un servizio in grado di soddisfare le sue esigenze, si trova nella fase di consapevolezza. Ciò può avvenire attraverso la pubblicità, il passaparola, la ricerca di potenziali clienti o uno qualsiasi dei numerosi altri canali. Dopo aver preso coscienza, il potenziale cliente inizierà a considerare come trovare una soluzione adeguata al suo problema.
- Interest - Interesse : quando un potenziale cliente esprime interesse per un servizio, passa attraverso un processo di valutazione in cui cerca maggiori informazioni, confronta le offerte di vari concorrenti e diventa più informato sui fattori che circondano l'offerta. A questo livello, un venditore deve fornire al potenziale cliente un argomento convincente a sostegno dell’efficacia del proprio prodotto.
- Desire - Desiderio : convincere un potenziale cliente a prendere una decisione si riduce a fornirgli tutte le informazioni di cui ha bisogno, rispondendo a tutte le domande che lo trattengono dall'agire, placando eventuali paure che potrebbero avere e convincendolo che l'azione che stanno per compiere prendere risulterà in soddisfazione. Questo è il livello al quale il venditore deve dimostrare la sua autorità e dimostrare loro che è l'opzione migliore.
- Action - Azione : la fase finale del funnel di vendita è l'azione. Questo è il punto in cui il potenziale cliente completa il processo diventando un cliente attivo. È possibile convertire un cliente occasionale in un cliente abituale come fase aggiuntiva alla componente di azione. Offrendo al cliente esattamente ciò che desidera e anche di più, puoi invogliarlo a tornare e possibilmente aumentare la notorietà, attirando nuovi potenziali clienti nel funnel di vendita.

Il funnel di acquisto viene spesso definito anche "funnel del cliente", "funnel di marketing ", "funnel di vendita" o "funnel di conversione".
L'associazione del modello a imbuto con il framework AIDA fu proposta per la prima volta in Bond Salesmanship da William W. Townsend nel 1924.
Questo modello iniziale è stato modificato da consulenti di marketing e accademici per soddisfare il cliente moderno e ora nel marketing viene definito "imbuto di acquisto" o "funnel di acquisto".
Una versione evoluta del funnel tradizionale è il Sand-Mill Model di Alvise Stratimirovich, un modello che prosegue dopo il momento dell'acquisto.
Il Sand-Mill Model prevede infatti una separazione netta tra i lead nel funnel di acquisizione e i clienti in una fase successiva, definita Ruota del Riacquisto.
Il concetto di funnel viene utilizzato nel marketing per progettare campagne promozionali mirate alle diverse fasi del percorso del cliente e come base per i programmi di gestione delle relazioni con i clienti (CRM), nei software di Marketing Automation e nelle campagne di gestione dei lead.

## Imbuto di conversione
"Funnel di conversione" è un termine tecnico utilizzato nei contesti e-commerce per descrivere il percorso che un consumatore segue attraverso una pubblicità o un sistema di ricerca su Internet, navigando in un sito di e-commerce e infine convertendosi in una vendita.
La forma ad imbuto è dovuta alla diminuzione progressiva di utenti nel passaggio tra le diverse fasi.
Gli elementi principali coinvolti nel funnel di un e-commerce sono:
- Sorgenti di traffico (ad esempio SEO, PPC, traffico di riferimento, ecc.)
- Top of the funnel (TOFU) che coincide con la tradizionale fase di consapevolezza
- Middle of the funnel (MOFU) che descrive i potenziali clienti nella fase di considerazione
- Parte inferiore dell'imbuto (BOFU) corrispondente alle ultime fasi del ciclo di vita (ovvero decisione, conversione, acquisto)
- Percorsi di reengagement: strategie e tecniche intese a recuperare potenziali clienti/lead persi, solitamente attraverso annunci di retargeting o email marketing (come le automazioni per recuperare i carrelli abbandonati)

Il moderno funnel di conversione può avere molti punti di ingresso, il che significa che le persone possono entrare in qualsiasi fase del loro ciclo di vita, potendo poi uscire ed entrare di nuovo.
Questo è il motivo per cui un'efficace strategia di marketing online richiede un approccio omnicanale che combini varie fonti di traffico, campagne e percorsi di ricoinvolgimento e li faccia lavorare come uno solo per finalizzare l'acquisto e persino portare a clienti fedeli e sostenitori.
Negli anni più recenti state proposte evoluzioni del Funnel di Marketing, come il Sand-Mill Model, un approccio orientato non solo all'acquisizione di nuovi clienti, ma anche al riacquisto.

## Evoluzioni del Funnel di Marketing
Negli anni più recenti sono state proposte nuove strategie per ottimizzare il funnel di marketing, con particolare attenzione alla fidelizzazione del cliente e alla massimizzazione del valore del cliente nel tempo.
- Flywheel Model: proposto da HubSpot, questo modello pone il cliente al centro di un ciclo continuo di attrazione, coinvolgimento e fidelizzazione, enfatizzando l'importanza del passaparola e della customer experience.[5]
- Looping Funnel: un modello che riconosce che i clienti possono tornare a fasi precedenti prima di effettuare un acquisto definitivo.
- Sand-Mill Model: è un appoccio moderno ed evoluto, progettato per operare nel Mare di Micro-Momenti, ossia in un contesto in cui prendono forma i Customer Journey. Il modello distingue due aree principali: il Funnel di acquisizione per i prospect e la Ruota del Riacquisto per i clienti, dove ogni ciclo rappresenta un nuovo acquisto e l’obiettivo è massimizzare il LifeTime Value (LTV). A questa struttura aggiunge la Base dell’Advocacy, componente che illustra come stimolare la produzione di contenuti da parte dei clienti, favorendo passaparola e contenuti generati dagli utenti (UGC). [6]
- Customer Journey Mapping: uno strumento che aiuta a visualizzare e ottimizzare l'intero percorso del cliente, identificando punti critici e opportunità di miglioramento.[7]